# Ingrid Wendl
Ingrid Wendl, född 17 maj 1940 i Wien, är en österrikisk före detta konståkare.
Wendl blev olympisk bronsmedaljör i konståkning vid vinterspelen 1956 i Cortina d'Ampezzo.